# Escadron de transport 52 La Tontouta
 (octobre 2018).
Si vous disposez d'ouvrages ou d'articles de référence ou si vous connaissez des sites web de qualité traitant du thème abordé ici, merci de compléter l'article en donnant les références utiles à sa vérifiabilité et en les liant à la section « Notes et références ».

L'Escadron de Transport 52 La Tontouta est une unité de transport de l'Armée de l'air française situé sur la BA 186 sur l'Aéroport international de Nouméa-La Tontouta en Nouvelle-Calédonie.